# Isla de Roti
La isla de Roti (Pulau Roti) es una isla de Indonesia que pertenece a la provincia de Nusa Tenggara Timur. Se encuentra al suroeste de la isla de Timor, en el océano Índico, entre el mar de Savu al norte y el mar de Timor al sur. Es una de las islas menores de la Sonda, que conforman parte del archipiélago de la Sonda. Es la isla más meridional de la placa Euroasiática.
Con una superficie de 1.214 km², tiene una población de en torno a los 100.000 habitantes.
Su capital es Ba'a, que está prácticamente en el centro de la costa septentrional de la isla, a unos 8 km del aeropuerto.